# Sandżak (jednostka)
Sandżak (tur. Sancak, arab. Liwas) – jednostka terytorialna i jednostka administracji wojskowej Imperium osmańskiego z bejem na czele.
Słowo to dosłownie znaczy sztandar. Początkowo była to jednostka podziału terytorialnego pierwszego stopnia, a od końca XIV wieku - drugiego, podległa ejaletowi (od roku 1864 wilajetowi). Liczba sandżaków była różna w zależności od potrzeb władcy imperium, zwykle było ich około 150, choć liczba ta wzrastała nawet i do 400. 
Nie wszystkie sandżaki były formalnie częścią imperium. Niektóre, utworzone ze świeżo podbitych regionów, pozostawały (z dużą autonomią pod władzą lokalnych dynastii) poza strukturą imperium. 
Od nazwy sandżak pochodzi nazwa bałkańskiego regionu Sandżak.